# La stella di pietra (Pierdomenico Baccalario)
(Frase scritta sul retro del libro.)
La stella di pietra è il secondo libro della serie fantasy Century, scritto da Pierdomenico Baccalario e pubblicato in Italia nel 2007.

## Trama
Il tempo scorre e il Patto tra Uomo e Natura va rinnovato al più presto. Elettra, Mistral, Harvey e Sheng hanno superato la prima prova: trovare l'anello di fuoco. Ma la sfida è appena cominciata. Teatro della loro ricerca questa volta è New York (città di Terra). Ospiti a casa di Harvey e aiutati da Ermete, lo strano inventore del Regno del Dado che si è trasferito in Scrabble street, i ragazzi sono sulle tracce della Stella di Pietra, un oggetto potente e misterioso.
Un amore nascente e una profonda amicizia unisce i quattro protagonisti che si troveranno più volte di fronte a LORO e dovranno mettere alla prova il loro coraggio per superare le difficoltà.
Le loro ricerche li condurranno in giro per tutta la città fino alla stazione abbandonata di City Hall e a un misterioso albero sotterraneo.

## Capitoli
- Il contatto

1. La corda
2. I canti
3. Il corvo
4. Il catalogo
5. La Pantera
6. Il club
7. L'antiquario
8. La crepa
9. L'aquirente
10. Agata
11. Il sarto
12. La cartolina
13. L'armadietto
14. Lo sconosciuto
15. La missione
16. L'isola
17. La chiamata
18. Il Prometeo
19. L'appuntamento
20. Il registro
21. La torre
22. Il soffitto
23. Il Century
24. Il ritorno
25. La festa
26. Lo scambio
27. Il bosco
28. Il meteorite
29. Gli aghi
30. I leoni
31. L'amica
32. La Stella di Pietra
33. La porta
34. Il seme
35. L'eremita
36. I figli dell'Orsa

### Precisazione
Tra il 4º e il 5º capitolo ci sarebbe il Primo Stasimo, tra il 10º e il 11º capitolo ci sarebbe il Secondo Stasimo mentre tra il 30º e il 31º capitolo ci sarebbe il Terzo Stasimo.

## Edizioni
- Pierdomenico Baccalario, La stella di pietra, 1ª edizione, Piemme, aprile 2007,  p. 320, ISBN 978-88-384-5414-1.